# جيجي
| W11 · W11 | i |

| W11 · W11 | i |

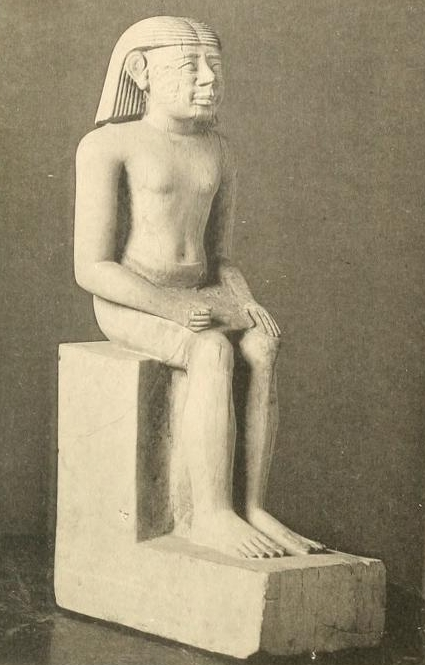
تمثال صغير يصور جيجي. متحف القاهرة ، CG72

جيجي كان مسؤول مصري كبير عاش في نهاية الدولة القديمة في الأسرة السادسة حوالي عام 2300 قبل الميلاد. جيجي معروف من خلال باب زائف وستة تماثيل. تم العثور عليهم في سقارة وهم الآن في المتحف المصري منذ عام 1884.  على آثاره، يحمل جيجي القاب مختلفة، وأهمها سيد ثينيس الأعلي. لذلك كان أمير للمقاطعة. كان جيجي أيضًا مشرفًا على كهنة أنحور معبود مدينة ثينيس. 